# كريمفاكس

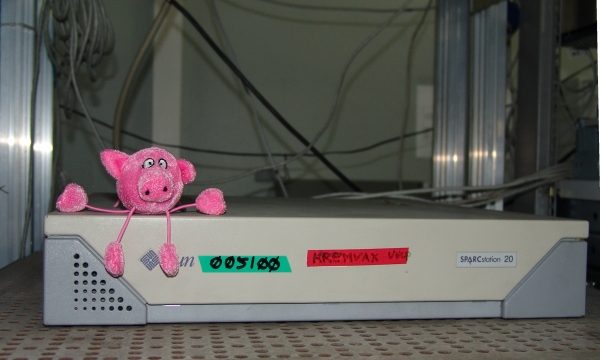
كريمفاكس - متابعة السيرفرات في عام 2007

كريمفاكس هو في الأصل موقع وهمي في الكرملين، سمي مثل العدد الكبير من VAXen مع أسماء الشكل فو بار.

## نبذة
أُعلِن عن الكرمفاكس في 1 أبريل 1984 ونشر ظاهريا من قبل الزعيم السوفياتي كونستانتين شيرنينكو. وقد نُشرت وهي مزوره من قبل بييت بيرتيما من شركة (في أمستردام) هذا الإعلان باعتباره مزحة (كذبة أبريل) ــ «لأن الفكرة القائلة بأن يوزينيت قد يخترق الستار الحديدي كانت تبدو سخيفة للغاية في ذلك الوقت». والمواقع الوهمية الأخرى المذكورة في الخدعة كانت moskvax و kgbvax. الأصل الفعلي للإنترت mcvax، وهو واحد من أول المواقع الأوروبية على شبكة الإنترنت. وبعد ست سنوات انضم demos.su إلى أوسينيت، وهو أول موقع حقيقي ويقع في موسكو. وكان بعض القراء بحاجة إلى إقناع بأن التدوينات منه لم تكن مجرد مزحة أخرى.
وكان فاديم أنتونوف، من أكبر المبرمجين في العروض والملصق الرئيسي من هناك حتى منتصف عام 1991، على مدركاً تماماً بكل ذلك، ويشير إليه كثيرا في منشوراته الخاصة. ورتبت أنتونوف لاحقاً ليكون لها موقع بوابة المجال بـأسم: kremvax.demos.su، لتحويل الخيال إلى حقيقة، ووفقا لإحدى الروايات، «أُثبت أن حس الفكاهة المتقلب يتجاوز الحواجز الثقافية». ولم يكن مستخدموا Usenet في منتصف الثمانينات على علم بالوصلات الحاسوبية X.25 الرسمية بين الاتحاد السوفياتي والبلدان الأخرى، بينما كانت موجودة منذ عام 1980، ولا سيما عن طريق VNIIPAS والأكاديمية إلى بلدان الكتلة السوفياتية والمضيفين النمساويين في IIASA والوكالة الدولية للطاقة الذرية.
وفي عام 1983، تم إنشاء مشروع سان فرانسيسكو لتلفزيون موسكو (SFMT) من أجل الحفاظ على الأتصالات الرقمية بين الاتحاد السوفييتي والولايات المتحدة عبر VNIIPAS بمقاييس Usenet الخاصة بها والتي عرفت فيما بعد باسم Suvamnet ("Sustic-American net"). وفي عام 1992، قامت شركة Sun Microsystems، المنافس التجاري لشركة VAX، بتسليم خادم من صنع خاص RELCOM الشبكة التجارية السوفياتية الرائدة.
وطلبت الشركة أن الخادم كان اسمه كريميسون، وهو تلميح إلى كريمفاكس الأسطوري، وصنعت خادم DNS جذري لنطاق.us. وتم استيفاء الشروط، وأصبح الخادم واحد من الأجهزة الأولية عند تشكيل تبادل موسكو للإنترنت، ومنذ ذلك الحين هي أكبر نقطة تبادل إنترنت روسية.

## روابط خارجية
- Original message archived on Google Groups[وصلة مكسورة]
- Author's Account